# Braden Holtby
Braden Holtby (* 16. září 1989 v Lloydminsteru, Saskatchewan) je bývalý kanadský hokejový brankář.

## Hráčská kariéra
S profesionálním hokejem začínal v týmu Lloydminster Heat Bantam, který hraje AMBHL ligu, kde odchytal 39 zápasů za jednu sezónu 2003/04. Sezónu 2004/05 odchytal v týmu Lloydminster Blazers, ve kterém pětkrát zasáhl do zápasů. Po sezóně povýšil do ligy WHL v týmu Saskatoon Blades, ve kterém působil čtyři sezóny (2005/09) ve kterých odehrál 177 zápasů a v poslední sezóně v lize WHL se dostal do prvního All-Star Teamu. Byl draftován v roce 2008 ve 4. kole, celkově 93. týmem Washington Capitals.
Sezónu 2009/10 začal v týmu Hershey Bears, kde odehrál první zápas proti Norfolk Admirals, ve kterém odchytal celý zápas a inkasoval jeden gól. Poté odchytal další dva zápasy proti Wilkes-Barre/Scranton Penguins a Manchester Monarchs, pak byl poslán na druhou farmu do týmu South Carolina Stingrays, který hrál ligu ECHL, ve kterém debutoval 20. října 2009 proti týmu Gwinnett Gladiators ve kterém odchytal celý zápas a inkasoval pět gólů. V South Carolina Stingrays odchytal celkem 12 zápasů a chytal v ECHL All-Star Game v roce 2010. V prosinci se vrátil zpět do sestavy Hershey Bears, kde dochytal sezónu a pomohl vybojovat Calderův pohár.
5. listopadu 2010 měl debut v NHL v týmu Washington Capitals proti týmu Boston Bruins, kdy vystřídal v čase 49:49 brankáře Michala Neuvirtha. V zápase odchytal 10:09 a chytil čtyři střely.
Jeho první odchytaný celý zápas se uskutečnil 7. listopadu 2010 proti týmu Philadelphia Flyers, ve kterém odchytal celý zápas a inkasoval dva góly a zneškodnil 23 střel z 25. Ve Washingtonu odchytal další tři zápasy a po uzdravení brankáře Semjona Varlamova byl poslán na farmu Hershey Bears.
27. července 2021 bylo oznámeno, že Branden Holtby po roce ve Vancouver Canucks končí. Vedení klubu ho vykoupilo ze smlouvy.
28. července 2021 podepsal roční kontrakt s klubem Dallas Stars.

## Ocenění a úspěchy
- 2009 WHL - (Východ) První All-Star Tým
- 2011 AHL - All-Star Game
- 2016 NHL - All-Star Game
- 2016 NHL - Vezina Trophy
- 2016 NHL - První All-Star Tým
- 2016 NHL - Nejvíce vyhraných zápasů mezi brankáři
- 2017 NHL - All-Star Game
- 2017 NHL - William M. Jennings Trophy
- 2017 NHL - Nejvíce čistých nul
- 2017 NHL - Nejvíce vyhraných zápasů mezi brankáři
- 2017 NHL - Druhý All-Star Tým
- 2018 NHL - All-Star Game

## Prvenství
- Debut v NHL - 5. listopadu 2010 (Washington Capitals proti Boston Bruins)
- První inkasovaný gól v NHL - 7. listopadu 2010 (Washington Capitals proti Philadelphia Flyers, ruským útočníkem Nikolaj Žerděv)
- První čisté konto v NHL - 9. března 2011 (Washington Capitals proti Edmonton Oilers)

## Statistiky

### Statistiky v základní části
| Sezona       | Tým                      | Liga         | Z   | V   | P   | R/PVP | MIN    | OG    | PZ    | ČK | POG  | %ChS |
| ------------ | ------------------------ | ------------ | --- | --- | --- | ----- | ------ | ----- | ----- | -- | ---- | ---- |
| 2005–06      | Saskatoon Blades         | WHL          | 1   | 0   | 1   | 0     | 59     | 4     | 53    | 0  | 4.07 | .925 |
| 2006–07      | Saskatoon Blades         | WHL          | 51  | 17  | 29  | 3     | 2725   | 146   | 1394  | 0  | 3.21 | .895 |
| 2007–08      | Saskatoon Blades         | WHL          | 64  | 25  | 29  | 8     | 3632   | 172   | 1875  | 1  | 2.84 | .908 |
| 2008–09      | Saskatoon Blades         | WHL          | 61  | 40  | 16  | 4     | 3571   | 156   | 1732  | 6  | 2.62 | .910 |
| 2009–10      | South Carolina Stingrays | ECHL         | 12  | 7   | 2   | 3     | 712    | 35    | 392   | 0  | 2.95 | .911 |
| 2009–10      | Hershey Bears            | AHL          | 37  | 25  | 8   | 2     | 2146   | 83    | 1000  | 2  | 2.32 | .917 |
| 2010–11      | Hershey Bears            | AHL          | 30  | 17  | 10  | 2     | 1785   | 68    | 777   | 5  | 2.29 | .920 |
| 2010–11      | Washington Capitals      | NHL          | 14  | 10  | 2   | 2     | 735    | 22    | 332   | 2  | 1.79 | .934 |
| 2011–12      | Hershey Bears            | AHL          | 40  | 20  | 15  | 2     | 2322   | 101   | 975   | 3  | 2.61 | .906 |
| 2011–12      | Washington Capitals      | NHL          | 7   | 4   | 2   | 1     | 361    | 15    | 192   | 1  | 2.49 | .922 |
| 2012–13      | Washington Capitals      | NHL          | 36  | 23  | 12  | 1     | 2089   | 90    | 1123  | 4  | 2.58 | .920 |
| 2013–14      | Washington Capitals      | NHL          | 48  | 23  | 15  | 4     | 2656   | 126   | 1475  | 4  | 2.85 | .915 |
| 2014–15      | Washington Capitals      | NHL          | 73  | 41  | 20  | 10    | 4247   | 157   | 2044  | 9  | 2.22 | .923 |
| 2015–16      | Washington Capitals      | NHL          | 66  | 48  | 9   | 7     | 3841   | 141   | 1802  | 3  | 2.20 | .922 |
| 2016–17      | Washington Capitals      | NHL          | 63  | 42  | 13  | 6     | 3681   | 127   | 1690  | 9  | 2.07 | .925 |
| 2017–18      | Washington Capitals      | NHL          | 54  | 34  | 16  | 4     | 3068   | 153   | 1648  | 0  | 2.99 | .907 |
| 2018–19      | Washington Capitals      | NHL          | 59  | 32  | 19  | 5     | 3407   | 160   | 1635  | 3  | 2,82 | .911 |
| 2019–20      | Washington Capitals      | NHL          | 48  | 25  | 14  | 6     | 2743   | 142   | 1243  | 0  | 3,11 | .897 |
| 2020–21      | Vancouver Canucks        | NHL          | 21  | 7   | 11  | 3     | 1260   | 77    | 618   | 0  | 3.67 | .889 |
| 2021–22      | Dallas Stars             | NHL          | 24  | 10  | 10  | 1     | 1319   | 61    | 639   | 0  | 2.78 | .913 |
| Celkem v NHL | Celkem v NHL             | Celkem v NHL | 513 | 299 | 143 | 50    | 29,408 | 1,271 | 13610 | 35 | 2.59 | .915 |
| Celkem v AHL | Celkem v AHL             | Celkem v AHL | 107 | 62  | 32  | 6     | 6253   | 252   | 2820  | 10 | 2.36 | .918 |
| Celkem v WHL | Celkem v WHL             | Celkem v WHL | 177 | 82  | 75  | 15    | 9987   | 478   | 5054  | 7  | 2.87 | .905 |

### Statistiky v play off
| Sezona       | Tým                 | Liga         | Z  | V  | P  | MIN   | OG  | PZ    | ČK | POG  | %ChS |
| ------------ | ------------------- | ------------ | -- | -- | -- | ----- | --- | ----- | -- | ---- | ---- |
| 2008–09      | Saskatoon Blades    | WHL          | 8  | 3  | 4  | 414   | 16  | 181   | 0  | 2.32 | .912 |
| 2009–10      | Hershey Bears       | AHL          | 3  | 2  | 1  | 200   | 12  | 84    | 0  | 3.60 | .857 |
| 2011–12      | Washington Capitals | NHL          | 14 | 7  | 7  | 922   | 30  | 459   | 0  | 1.95 | .935 |
| 2012–13      | Washington Capitals | NHL          | 7  | 3  | 4  | 433   | 16  | 205   | 1  | 2.22 | .922 |
| 2014–15      | Washington Capitals | NHL          | 13 | 6  | 7  | 806   | 23  | 412   | 1  | 1.71 | .944 |
| 2015–16      | Washington Capitals | NHL          | 12 | 6  | 6  | 732   | 21  | 363   | 2  | 1.72 | .942 |
| 2016–17      | Washington Capitals | NHL          | 13 | 7  | 6  | 804   | 33  | 364   | 0  | 2.47 | .909 |
| 2017–18      | Washington Capitals | NHL          | 23 | 16 | 7  | 1386  | 50  | 639   | 2  | 2.16 | .922 |
| 2018-19      | Washington Capitals | NHL          | 7  | 3  | 4  | 449   | 20  | 213   | 1  | 2,67 | .914 |
| Celkem v NHL | Celkem v NHL        | Celkem v NHL | 89 | 48 | 41 | 5,082 | 193 | 2,482 | 7  | 2.09 | .928 |

### Statistiky v reprezentaci
| Rok    | Tým       | Soutěž | Z | V | P | R/PVP | MIN | OG | CHS | SO | POG   | %CHS |
| ------ | --------- | ------ | - | - | - | ----- | --- | -- | --- | -- | ----- | ---- |
| 2007   | Kanada 18 | MS-18  | 1 | 0 | 0 | 0     | 9   | 2  | 10  | 0  | 13.58 | 83.3 |
| Celkem | Celkem    | Celkem | 1 | 0 | 0 | 0     | 9   | 2  | 10  | 0  | 13.58 | 83.3 |